# Macrocneme
Macrocneme é um gênero de traça pertencente à família Arctiidae.